# Estádio Olímpico de Helsinque

O Estádio Olímpico de Helsinque (Helsingin Olympiastadion em finlandês) é um estádio localizado a dois quilometros do centro de Helsinque, Finlândia. É o maior estádio do país, com 40 000 lugares.
Construído entre 1934 e 1938 para os Jogos Olímpicos de Verão de 1940, cancelados com a Segunda Guerra Mundial, foi o palco dos Jogos Olímpicos de Verão de 1952 quando podia receber até 70 000 torcedores.
Neste estádio foram registrados grandes momentos históricos das Olimpíadas:
- O atleta checo Emil Zatopek conseguiu uma façanha jamais igualada, ao vencer as provas dos 5.000m, 10.000m e a maratona numa mesma Olimpíada, somando um total de quatro medalhas de ouro em atletismo com a conquistada em Londres nos Jogos anteriores.

- O brasileiro Adhemar Ferreira da Silva conquistou seu primeiro ouro no salto triplo, quebrando o recorde olímpico e mundial 3 vezes durante o processo. Após a vitória e a grande vibração dos torcedores locais, Adhemar deu a volta na pista, acenando e trotando para a plateia: estava criada a volta olímpica.

Também foi sede, por duas vezes, do Campeonato Mundial de Atletismo, em 1983 (na primeira edição) e 2005.
Em frente ao estádio encontra-se uma estátua em homenagem ao corredor Paavo Nurmi, que conquistou 12 medalhas (9 de ouro) em Olimpíadas. Essa estátua inspirou o cartaz oficial dos Jogos. Nurmi também foi um dos que trouxeram a tocha olímpica para a Cerimônia de Abertura dos Jogos de 1952.
A torre do estádio tem 72 metros de altura e é aberta aos visitantes, oferecendo uma bela visão da cidade de Helsinque.

## Historia

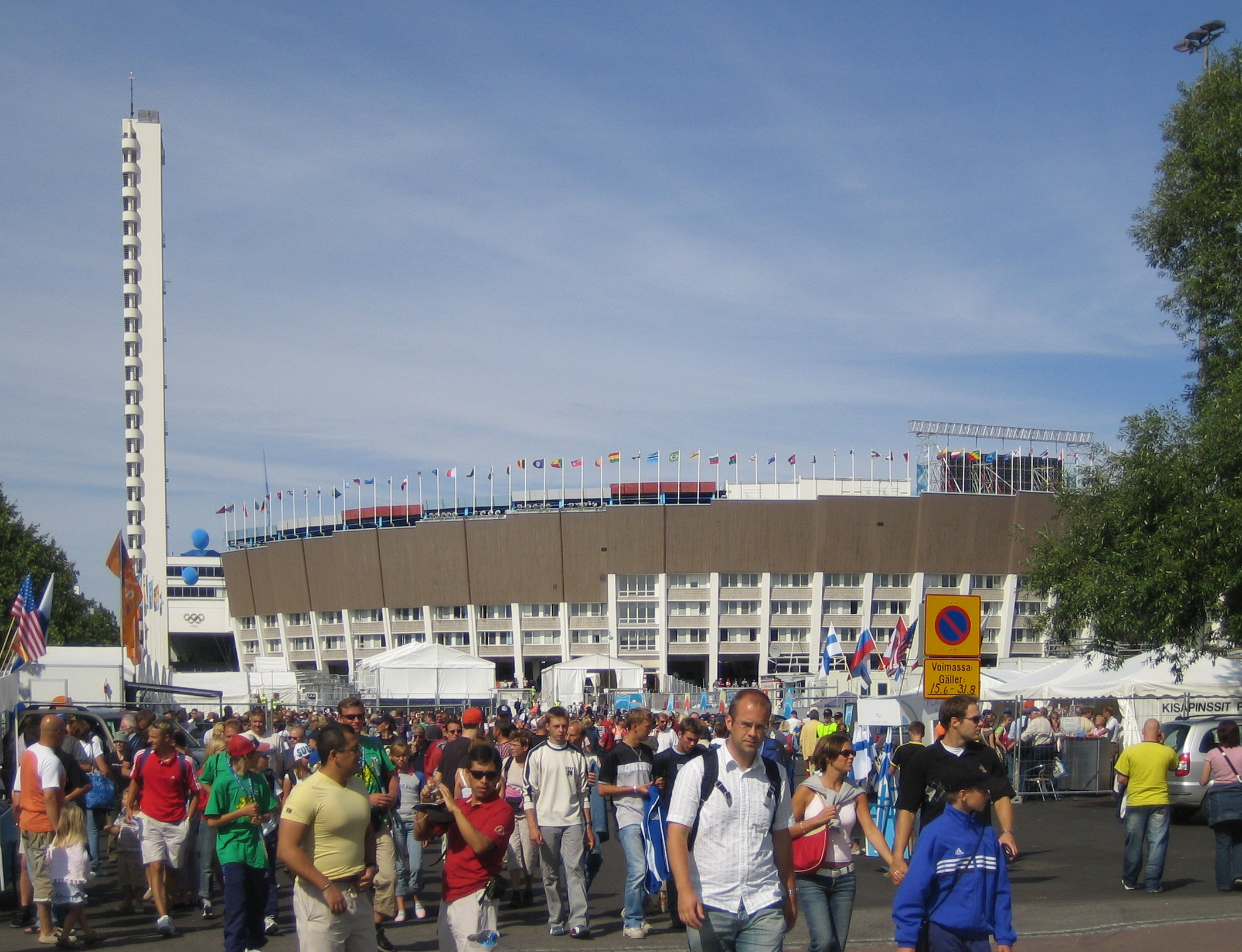
Estádio Olímpico de Helsinque (Helsingin Olympiastadion em finlandês)

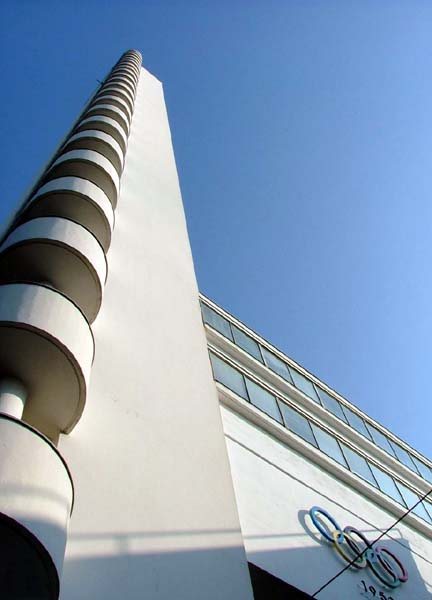
Torre do Estádio Olímpico de Helsinque

Atletismo sempre tiveram bastante particular importância na Finlândia e na mente dos finlandeses. As associações desportivas primeiros foram fundadas como há muito tempo como o fim do século passado, e desde o início do século XX, a nação finlandesa foi animado por grande zelo por esportes. Finlândia participou do movimento internacional Olympia, mesmo antes de o país ganhou a independência em 1917. Os resultados do Finns'exellent nos Jogos Olímpicos da década de 1920 promoveu o sonho que um dia seria possível realizar os Jogos em Helsínquia.
A Fundação Stadium, estabelecido 1927, começou a implementar esse sonho, e sua primeira e principal tarefa era conseguir um estádio construído, o que permitiria que Helsinki para sediar os Jogos Olímpicos de Verão. A construção começou em 12 de fevereiro de 1934, e do Estádio foi inaugurado em 12 de junho de 1938. Desde a sua conclusão o Estádio passou por oito fases importantes do desenvolvimento. O mais importante foi a modernização total de 1990-1994. No seu máximo, em 1952, o Estádio acomodados 70 000 espectadores. Hoje, após a reforma de base, o número de lugares para o público, todos eles lugares, é de 39 000.
A arena Stadium, que tem sido descrito como o mais bonito do mundo, é o produto de um concurso de arquitectura. Arhcitects Sr. Yrjö Lindegren e Mr. Toivo Jäntti venceu a competição com o seu design claramente alinhado estilo funcionalista. Os eventos mais importantes na vida do Estádio Olímpico de Helsínquia foram os Jogos Olímpicos XV, 19. Julho-3. De agosto de 1952. Na abertura dos Jogos Olímpicos o recorde espectador do estádio foi atingido 70 435 espectadores e no ano olímpico ainda é um evento que reuniu a maioria dos espectadores. Ano todo 1952 um total de 850 000 espectadores.